# Color (i☆Ris의 노래)
〈Color〉(컬러)는 일본의 여성 아이돌 그룹 i☆Ris의 데뷔 싱글이다. 2012년 11월 7일에 DIVE II 엔터테인먼트에서 발매되었다.

## 개요
〈애니송 보컬 오디션〉의 합격자 6명으로 결성된 i☆Ris의 데뷔 싱글이다. 이 노래는 텔레비전 애니메이션 《배틀 스피리츠 소드 아이즈》의 닫는 노래로 사용되었다.

## 수록곡
| #            | 제목                                | 재생 시간 |
| ------------ | ----------------------------------- | --------- |
| 1.           | 〈Color〉                           | 4:32      |
| 2.           | 〈らむねサンセット (라무네 선셋)〉  | 4:50      |
| 3.           | 〈Color〉 (Instrumental)            | 4:32      |
| 4.           | 〈らむねサンセット〉 (Instrumental) | 4:50      |
| 총 재생 시간 | 총 재생 시간                        | 18:44     |

### DVD판 한정
- Color (Music Video)
- Color Off Shot Movie